# Oorlogsgeheimen (boek)
Oorlogsgeheimen is een boek uit 2007 van Jacques Vriens. Het verhaal speelt zich af tijdens de Tweede Wereldoorlog in Zuid-Limburg.

## Verhaal
Het boek beschrijft de belevenissen van de 11-jarige Tuur, die in oorlogstijd opgroeit. Hij ontdekt dat er een Engelse piloot op zolder zit ondergedoken en dat Maartje, een nieuw meisje in zijn klas, Joods is. Lambert, Tuurs overbuurjongen, is bij de Jeugdstorm.